# Kinder Bueno

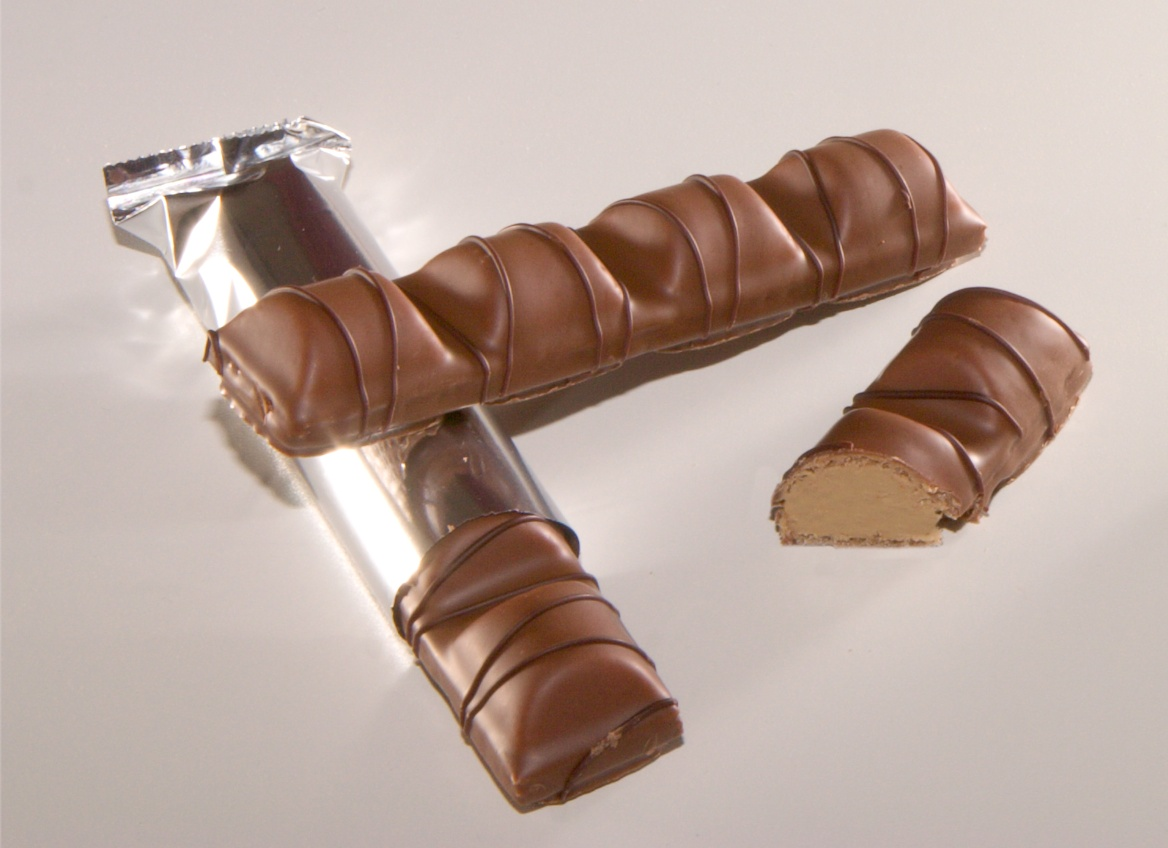
Kinder Bueno

Kinder Bueno is een chocoladereep van confiserie Ferrero en van het merk Kinder. Naast de gewone reep bestaat er ook Kinder Bueno White en Kinder Bueno Dark, met respectievelijk witte en pure chocolade in plaats van melkchocolade. Kinder Bueno wordt gemaakt in de fabrieken van Ferrero in Villers-Écalles.

## Geschiedenis
Het product werd oorspronkelijk uitgebracht in Duitsland, waar het sinds 1990 wordt verkocht. Tussen 1990 en 1995 werd het ook uitgebracht in Latijns-Amerika , Maleisië, Singapore, Israël en Griekenland. Daarna werd het ook op het Europese vasteland uitgebracht, met name Spanje, Italië en Frankrijk.

## In de media
In 2010 maakten bekende sporters reclame voor de reep. Zowel tennisser Kristof Vliegen als voetballer Romelu Lukaku werden het gezicht van Kinder Bueno.